# Bataille d'Assietta
Guerre de Succession d'Autriche
Batailles
- Mollwitz (04-1741)
- Chotusitz (05-1742)
- Sahay (05-1742)
- Prague (06/12-1742)
- Dettingen (06-1743)
- Cap Sicié (02-1744)
- 19 mai 1744
- Menin (05/06-1744)
- Ypres (06-1744)
- Furnes (07-1744)
- Fribourg (11-1744)
- Tournai (04/06-1745)
- Pfaffenhofen (04-1745)
- Fontenoy (05-1745)
- Hohenfriedberg (06-1745)
- Melle (07-1745)
- Gand (07-1745)
- Bruges (07-1745)
- Audenarde (07-1745)
- Termonde (08-1745)
- Ostende (08-1745)
- Nieuport (08/09-1745)
- Ath (09/10-1745)
- Soor (09-1745)
- Hennersdorf (11-1745)
- Kesselsdorf (12-1745)
- Culloden (04-1746)
- Mons (06/07-1746)
- Bruxelles (01/02-1746)
- Namur (09-1746)
- Charleroi (07/08-1746)
- Lorient (09/10-1746)
- Rocourt (10-1746)
- Cap Finisterre (1er) (05-1747)
- Lauffeld (07-1747)
- Bergen-op-Zoom (07/09-1747)
- Cap Finisterre (2e) (10-1747)
- Saint-Louis-du-Sud (03-1748)
- 18 mars 1748
- Maastricht (04/05-1748)

Campagnes italiennes
- Combat de Saint-Tropez (06-1742)
- Camposanto (02-1743)
- Villafranca (04-1744)
- Casteldelfino (07-1744)
- Velletri (08-1744)
- Madonne de l'Olmo (09-1744)
- Bassignana (09-1745)
- Josseau (10-1745)
- Plaisance (06-1746)
- Tidone (08-1746)
- Rottofreddo (08-1746)
- Gênes (1er) (12-1746)
- Gênes (2e) (07-1747)
- Assietta (07-1747)

La bataille d'Assietta (connue en France sous le nom de bataille du col de l'Assiette et au Piémont sous le nom de Bataja dl'Assieta), le 19 juillet 1747, est un épisode notable de la guerre de Succession d'Autriche, conflit européen majeur du milieu du XVIIIe siècle.

## Contexte
Louis XV avait déjà tenté d'entrer dans le Piémont, au siège de Coni et aux batailles de la Madonne de l'Olmo ou de Bassignana, mais sans succès. En 1747, il ordonne donc d'en finir avec le roi Charles-Emmanuel III de Savoie. Il mande une armée forte de 150 régiments d'infanterie, 75 escadrons de cavalerie et deux brigades d'artillerie, sous le commandement de Louis Charles Armand Fouquet de Belle-Isle, dit « le chevalier de Belle-Isle », lieutenant-général des armées du roi de France, et du marquis de las Minas, son homologue espagnol. Ceux-ci ne réussissent pas à s'entendre sur le plan d'attaque : Belle-Isle voulait menacer Turin, l'Espagnol préférait viser Gênes.
Le plan de Las Minas est appliqué en premier lieu, mais les Sardes bloquent les montagnes méridionales ; c'est donc l'idée de Belle-Isle qui remplace le plan espagnol : un corps d'armée de cinquante bataillons d'infanterie, quinze de cavalerie avec de nombreux canons traverse les Alpes. L'armée se divise en deux colonnes, l'une progressant vers le Mont-Cenis, pour viser Exilles, l'autre visant Fenestrelle en passant par l'Assietta.

## Préambule
L'Assietta est un plateau situé à plus de 2 500 m d'altitude, sur la ligne de partage des eaux entre la vallée de Suse et celle du Chisone : son contrôle permet d'intervenir rapidement dans l'une ou l'autre vallée. Prévoyant que les Français devraient y passer, Charles Emmanuel III la fait retrancher et y poste treize bataillons d'infanterie. L'essentiel de ces troupes est composé de forces sardes, mais parmi eux, on trouve également des mercenaires suisses et des forces alliées. En soutien de cette armée, des groupes de combattants vaudois, habitués à la guérilla dans ces vallées qu'ils connaissaient bien, ont pour rôle de soustraire le maximum de soldats français à la bataille rangée.
Les éclaireurs français ayant averti le commandant en chef de la fortification du site, il décide de précipiter l'attaque, afin d'empêcher les forces de s'installer ensuite dans Exilles.

## Ordre de bataille français
Commandant en chef : Armand Fouquet, chevalier de Belle-Isle († durant la bataille)
Colonne de gauche (9 bataillons-7 000 hommes) sous le ordres du maréchal de camp le comte de Mailly
- Brigade Bourbonnais 
  - Régiment de Bourbonnais (3 bataillons) sous le commandement du colonel Louis de Biran, comte de Gohas († durant la bataille)
  - Régiment des Landes (1 bataillon) sous le commandement du colonel Pierre Louis Aimée de Guiffrey de Monteynard, chevalier de Marcieu
  - Régiment de Soissonnais (1 bataillon) sous le commandement du colonel Guy Louis de Lopriac comte de Donges († durant la bataille)
- Brigade de La Reine
  - Régiment de La Reine (2 bataillons) sous le commandement du colonel-lieutenant Charles marquis de Gouy d'Arcy (blessé durant la bataille)
  - Régiment de Béarn (1 bataillon) sous le commandement du colonel Henrì Bernard Emmanuel de Thimbrune marquis de Valence
  - Régiment de Guise (1 bataillon) sous le commandement du colonel-lieutenant Alexandre de David Beauregard († durant la bataille)

Colonne du centre (6 bataillons-3 500 hommes) sous le ordres du maréchal de camp Arnaud († durant la bataille)
- Brigade d'Artois
  - Régiment d'Artois (1 bataillon) sous le commandement du colonel N. de Lomènie, marquis de Brienne († durant la bataille)
  - Régiment d'Auxerrois (1 bataillon) sous le commandement du colonel Louis Joseph de Saint-Véran, marquis de Montcalm (blessé durant la bataille)
  - Régiment d'Aunis (1 bataillon) sous le commandement du colonel François Emery de Durfort comte de Civrac (très grièvement blessé durant la bataille)
  - Régiment de Santerre (1 bataillon) sous le commandement du colonel François Marie marquis de Pérusse d'Escars
  - Bataillon formé de 8 compagnies de grenadiers et de 16 piquets provenant du 4e bataillon du régiment de Bourbonnais et également d'autres régiments.

Colonne de droite (14 bataillons-10 000 hommes) sous le ordres du lieutenant-général Marquis de Villemur
- Brigade de Mailly
  - Régiment de Mailly (2 bataillons) sous le commandement du colonel Louis marquis de Mailly (blessé durant la bataille)
  - Régiment de Boulonnois (1 bataillon) sous le commandement du colonel François de Damas marquis de Ruffey (blessé durant la bataille)
  - Régiment d'Agénois (1 bataillon) sous le commandement du colonel Louis François marquis de Monteynard
- Brigade Royal-Roussillon
  - Régiment de Royal-Roussillon (2 bataillons) sous le commandement du colonel Charles-Bernard de Cléron comte d'Haussonville
  - Régiment de Périgord (1 bataillon) sous le commandement du colonel N. de Wassinghac marquis d'Imécourt († durant la bataille)
  - Régiment de Guyenne (1 bataillon) sous le commandement du colonel Joseph Pierre de Montmorency marquis de Laval
  - Régiment de Beaujolais (1 bataillon) sous le commandement du colonel Jacques Gabriel Bazin marquis de Bezons (grièvement blessé durant la bataille)
- Brigade de Condé
  - Régiment de Condé (2 bataillons) sous le commandement du colonel Charles Claude Andrault de Maulevrier marquis de Langeron
  - Régiment de Saintonge (1 bataillon) sous le commandement du colonel Louis Joseph Bidé de la Grandville (blessé durant la bataille)
  - Régiment de Beauce (1 bataillon) sous le commandement du colonel Louis Marie Gaston de Mirepoix comte de Levis Lezan
  - Régiment de Grenadiers royal de Modène (1 bataillon) sous le commandement du colonel Pierre de Raymond chevalier de Modène

## Déroulement
Trente-deux bataillons français en affrontent treize sardes. La colonne française de droite, commandée par le maréchal de Villemur, avec quatorze bataillons doit attaquer le Grand Serin et poursuivre pour être à distance d'assaut ; la colonne de gauche, commandée par le général Mailly, forte de neuf bataillons, vise les fortifications de Riobacon et du col ; la force centrale, aux ordres du maréchal d'Arnault, avec huit bataillons en deux colonnes, doit attaquer la redoute de la Testa de l'Assietta.
Vers quatre heures et demie de l'après-midi, Belle-Isle donne l'ordre d'attaquer.
Les Français tentent d'ouvrir une brèche dans les fortifications de l'Assiette, mais leurs assauts sont repoussés ; ils n'ont pas plus de succès au Grand Serin. L'héroïsme du chevalier de Belle-Isle, qui veut entraîner ses troupes en prenant lui-même un étendard, ne lui apporte que la mort : après avoir reçu un coup de baïonnette, une balle a raison de lui. 
La mort de leur commandant n'arrête pas les Français : le commandant sarde, le comte de Bricherasio, décide alors d'envoyer sept bataillons vers le Grand Serin, craignant de ne pouvoir plus tenir l'Assiette longtemps. Il ordonne donc au comte de San Sebastiano (pms), qui commande la redoute la plus avancée de la Testa de l'Assietta, de s'en retirer et de rejoindre le Grand Serin. Mais, selon la légende, le comte de San Sebastiano n'obéit pas à cet ordre et résiste aux assauts sur son poste, décidant ainsi de la victoire, malgré les cinq heures d'assauts répétés des Français.

## Conséquences
Le lendemain, le décompte est de 5 000 Français morts ou blessés, contre seulement 77 morts et 50 blessés du côté sarde.
Le régiment de Mailly perdit 15 officiers et de 450 soldats
Les troupes françaises, défaites, s'en retournent en France. L'année suivante, par le traité d'Aix-la-Chapelle, le royaume de Sardaigne fait confirmer les territoires autour du lac Majeur et du Tessin qu'il avait obtenu au traité de Worms, parvenant ainsi à l'extension géographique qu'il devait conserver jusqu'en 1859, exception faite de l'annexion des anciens territoires de la république de Gênes en 1815.